# Protoceratopsidae
Los protoceratópsidos (Protoceratopsidae) son una familia de dinosaurios marginocéfalos ceratopsianos, que vivieron en el Cretácico inferior y Cretácico Superior (hace aproximadamente 100 y 71 millones de años, desde el final del Albiense hasta el Campaniense), en lo que hoy es Asia y Australia).

## Sistemática
Protoceratopsidae de define como el clado más inclusivo que contiene al Protoceratops andrewsi (Granger & Gregory, 1923) pero no al Triceratops horridus (Marsh, 1889).